# フォーマルハウト賞
フォーマルハウト賞（ふぉーまるはうとしょう）は、佐賀県競馬組合が佐賀競馬場ダート1400mで施行する地方競馬の重賞競走である。
トータリゼータエンジニアリングが優勝杯を提供しており、正式名称は「トータリゼータエンジニアリング杯 フォーマルハウト賞」である。

## 概要
2022年度の番組改編で、佐賀競馬として初となる2歳牝馬限定の重賞競走として新設。2022年の第1回は西日本地区（金沢・笠松・名古屋・兵庫・高知）交流で行われた。
2023年の第2回から地方競馬全国交流の条件となっている。

### 条件・賞金等（2024年）
条件
サラブレッド系2歳牝馬、地方競馬全国交流。
負担重量
定量（54kg）
賞金額
1着700万円、2着245万円、3着140万円、4着105万円、5着70万円、着外14万円。
副賞
トータリゼータエンジニアリング賞、佐賀県畜産協会会長賞、佐賀県馬主会会長賞、佐賀県競馬組合管理者賞、またNAR2歳牝馬限定競走勝馬馬主への副賞贈呈事業の対象競走となっている。

## 歴史
- 2022年 - 2歳牝馬限定の西日本地区交流の重賞競走として創設。
- 2023年 - 地方競馬全国交流に条件を変更。

## 歴代優勝馬
| 回次  | 施行日         | 優勝馬             | 性齢 | 所属 | タイム | 優勝騎手   | 管理調教師 | 馬主     |
| ----- | -------------- | ------------------ | ---- | ---- | ------ | ---------- | ---------- | -------- |
| 第1回 | 2022年12月18日 | イケノシイチャン   | 牝2  | 兵庫 | 1:30.8 | 吉村智洋   | 高馬元紘   | 池添安雄 |
| 第2回 | 2023年12月3日  | ファーマティアーズ | 牝2  | 大井 | 1:29.8 | 和田譲治   | 須田和伸   | 中西功   |
| 第3回 | 2024年12月1日  | トサノマイヒメ     | 牝2  | 高知 | 1:30.1 | 多田羅誠也 | 工藤真司   | 嶋田亘克 |

### 各回競走結果の出典
- フォーマルハウト賞　歴代優勝馬 - 地方競馬全国協会
- JBISサーチ
  - 2022年、2023年、2024年